# Harry Tuzo
Sir Harry Craufurd Tuzo, GCB, OBE, MC, DL (* 26. August 1917 in Bangalore, Britisch-Indien; † 7. August 1998 in Norwich, Norfolk, England) war ein britischer Offizier der British Army, der unter anderem als General zwischen 1973 und 1976 Oberkommandierender der Britischen Rheinarmee sowie von 1976 bis 1978 stellvertretender Oberster Befehlshaber der Alliierten NATO-Streitkräfte in Europa DSACEUR (Deputy Supreme Allied Commander Europe) war. Er fungierte zwischen 1977 und 1983 als Master Gunner, St James’s Park.

## Leben
Harry Craufurd Tuzo, Sohn von John Atkinson Tuzo und dessen Ehefrau Annie Katherine Craufurd Tuzo, begann nach dem Besuch des Wellington College in Berkshire ein Studium der Rechtswissenschaften am Oriel College der University of Oxford. Am 15. Juli 1939 trat er als Leutnant (Second Lieutenant) in die Royal Artillery der British Army ein und wurde für seine Verdienste im Zweiten Weltkrieg 1945 unter anderem mit dem Military Cross (MC) ausgezeichnet. In der Nachkriegszeit fand er verschiedene Verwendungen als Offizier und Stabsoffizier und war unter anderem zwischen 1960 und 1962 Kommandeur (Commanding Officer) des 3. Regiments der Royal Horse Artillery. Für seine militärischen Verdienste in dieser Zeit wurde ihm 1961 das Offizierskreuz des Order of the British Empire (OBE) verliehen.
Als Brigadegeneral (Brigadier) war Tuzo zwischen Juni 1962 und Oktober 1963 Assistierender Kommandant der Royal Military Academy Sandhurst. Während der sogenannten Konfrontasi, einem Konflikt zwischen Indonesien und Malaysia, fungierte er auf Borneo von November 1963 bis November 1965 als Kommandeur der 51st Gurkha Infantry Brigade. Im Februar 1967 wurde er als Generalmajor (Major-General) Chef des Stabes der Britischen Rheinarmee BAOR (British Army of the Rhine) und verblieb in dieser Verwendung bis Januar 1969. Nach seiner Rückkehr war er zwischen März 1969 und Februar 1971 Inspekteur der Royal Artillery.
Im März 1971 wurde Tuzo als Generalleutnant (Lieutenant-General) Nachfolger von Generalleutnant Vernon Erskine-Crum als Kommandeur (General Officer Commanding) des Nordirland-Bezirks und hatte dieses Kommando während des Nordirlandkonflikts bis Februar 1973 inne, woraufhin Generalleutnant Sir Frank Douglas King ihn ablöste. Am 12. Juni 1971 wurde er zum Knight Commander des Order of the Bath (KCB) geschlagen und führte fortan den Namenszusatz „Sir“. Im Anschluss kehrte er im April 1973 in die Bundesrepublik Deutschland zurück und übernahm als General von General Sir Peter Mervyn Hunt den Posten als Oberkommandierender der Britischen Rheinarmee BAOR (Commander-in-Chief, British Army of the Rhine) und hatte diesen bis zu seiner abermaligen Ablösung durch General Sir Frank Douglas King im Januar 1976 inne. In Personalunion war er zwischen April 1973 und Januar 1976 auch Oberkommandierender der NATO-Heeresgruppe Nord NORTHAG (Northern Army Group). In dieser Verwendung wurde er am 2. Juni 1973 auch zum Knight Grand Cross des Order of Bath (GCB) erhoben.
Zuletzt wurde General Sir Harry Craufurd Tuzo im März 1976 Nachfolger von General Sir John Mogg als stellvertretender Oberster Befehlshaber der Alliierten NATO-Streitkräfte in Europa DSACEUR (Deputy Supreme Allied Commander Europe). Er hatte diese Funktion bis zu seinem Ausscheiden aus dem aktiven Militärdienst im November 1978 inne und wurde danach von General Sir Jack Harman abgelöst. 1977 übernahm er von Generalfeldmarschall Geoffrey Harding Baker das Amt als Master Gunner, St James’s Park und bekleidete dieses, bis er 1983 von General Sir Thomas Morony abgelöst wurde. Am 5. Februar 1979 trat er formell in den Ruhestand und wechselte danach in die Privatwirtschaft. Er war zwischen 1979 und 1983 Vorstandsvorsitzender der Marconi Space and Defence Systems sowie zugleich von 1980 bis 1983 Vorsitzender des Royal United Services Institute (RUSI), unabhängiges Forschungsinstitut, das sich mit Fragen der nationalen und internationalen Sicherheit befasst. Am 12. September 1983 wurde er Deputy Lieutenant (DL) der Grafschaft Norfolk.
Tuzo ist der Vater von Victoria Lisette Tuzo, die seit 1979 in zweiter Ehe mit Sir William Mark Charles Garthwaite, 3. Baronet, verheiratet ist.